# The Glove
The Glove es un supergrupo británico formado en 1983 por el guitarrista Robert Smith, líder de la banda The Cure y por el bajista Steven Severin de la banda Siouxsie And The Banshees. Tan sólo editaron un álbum de estudio en 1983 titulado Blue Sunshine.

## Historia
El grupo estuvo también compuesto por la vocalista Jeanette Landray y el baterista Andy Anderson, que posteriormente se juntaría con The Cure, y el tecladista Martin McCarrick, que se uniría a la banda Siouxsie And The Banshees. Landray reconoció posteriormente que nunca llegó a ser parte de la banda, sino que Smith y Severin la usaron como músico de sesión.
Brendan Swift, articulista del portal de internet Allmusic, dice que algunos de los pasajes instrumentales de The Glove "podrían haber encontrado hogar en Seventeen Seconds", el segundo trabajo de The Cure.
El único álbum editado por esta banda, Blue Sunshine fue reeditado en 2006 con un segundo Cd con las canciones interpretadas por Robert Smith.

## Discografía

### Álbumes de estudio
- Blue Sunshine

### Sencillos
- «Like an animal» (1983)
- «Punish me with kisses» (1983)